# Primera División de Costa de Marfil 2022-23
La Primera División de Costa de Marfil 2022-23 es la 64.ª temporada de la Primera División de Costa de Marfil. La temporada comenzó el 10 de septiembre de 2022 y terminará en mayo de 2023.

## Equipos participantes
| Pos.   | Equipo           | Ciudad       | Estadio                           | Capacidad |
| ------ | ---------------- | ------------ | --------------------------------- | --------- |
| 1      | ASEC Mimosas     | Abiyán       | Estadio Houphouët-Boigny          | 50 000    |
| 2      | SC Gagnoa        | Gagnoa       | Estadio Víctor Biaka Boda         | 15 000    |
| 3      | FC San Pédro     | San Pedro    | Estadio Auguste Denise            | 8000      |
| 4      | ES Bafing        | Abiyán       | Estadio Robery Champroux          | 10 000    |
| 5      | SO Armée         | Yamusukro    | Estadio de Yamoussoukro           | 20 000    |
| 6      | Lys Sassandra FC | Sassandra    | Estadio Robert Champroux          | 10 000    |
| 7      | AFAD Djékanou    | Abiyán       | Estadio Municipal de Abiyán       | 1100      |
| 8      | SC Adjamé        | Abiyán       | Estadio Robert Champroux          | 10 000    |
| 9      | RC Abidjan       | Abiyán       | Estadio de Yamoussoukro           | 20 000    |
| 10     | SOL FC           | Abobo        | Estadio Robert Champroux          | 10 000    |
| 11     | USC Bassam       | Grand-Bassam | Estadio Municipal de Bassam       | 5000      |
| 12     | Bouaké FC        | Bouaké       | Estadio Bouaké                    | 35 000    |
| 13     | ASI Abengourou   | Abengourou   | Estadio Henri Konan Bédié         | 3000      |
| 14     | CO Korhogo       | Korhogo      | Estadio Bouaké                    | 35 000    |
| 1 (SD) | Stade d'Abidjan  | Abiyán       | Estadio Robert Champroux          | 10 000    |
| 2 (SD) | AS Denguelé      | Odienné      | Estadio El-Hadj-Mamadou-Coulibaly | 3000      |

### Ascensos y descensos
| Pos. | Ascendido de la Segunda División 2021-22 |
| ---- | ---------------------------------------- |
| 1    | Stade d'Abidjan                          |
| 2    | AS Denguelé                              |

| Pos. | Descendido de la Primera División 2021-22 |
| ---- | ----------------------------------------- |
| x    | No hubo                                   |

## Temporada regular

### Tabla de posiciones
| Pos. | Equipo           | Pts. | PJ | G  | E  | P  | GF | GC | Dif. | Clasificación o descenso |
| ---- | ---------------- | ---- | -- | -- | -- | -- | -- | -- | ---- | ------------------------ |
| 1    | ASEC Mimosas     | 38   | 18 | 10 | 8  | 0  | 24 | 9  | +15  | Play-offs                |
| 2    | SO Armée         | 34   | 20 | 9  | 7  | 4  | 31 | 20 | +11  | Play-offs                |
| 3    | SC Gagnoa        | 33   | 20 | 9  | 6  | 5  | 23 | 19 | +4   | Play-offs                |
| 4    | AFAD Djékanou    | 31   | 19 | 7  | 10 | 2  | 17 | 9  | +8   | Play-offs                |
| 5    | Lys Sassandra FC | 31   | 20 | 7  | 10 | 3  | 22 | 20 | +2   |                          |
| 6    | AS Denguelé      | 28   | 20 | 8  | 4  | 8  | 23 | 21 | +2   |                          |
| 7    | SOL FC           | 27   | 20 | 7  | 6  | 7  | 21 | 16 | +5   |                          |
| 8    | RC Abidjan       | 27   | 20 | 7  | 6  | 7  | 26 | 25 | +1   |                          |
| 9    | Stade d'Abidjan  | 27   | 20 | 7  | 6  | 7  | 21 | 20 | +1   |                          |
| 10   | FC San Pédro     | 25   | 19 | 7  | 4  | 8  | 26 | 15 | +11  |                          |
| 11   | Bouaké FC        | 24   | 20 | 6  | 6  | 8  | 17 | 25 | −8   |                          |
| 12   | SC Adjamé        | 22   | 20 | 5  | 7  | 8  | 19 | 25 | −6   |                          |
| 13   | ES Bafing        | 21   | 20 | 6  | 3  | 11 | 20 | 30 | −10  |                          |
| 14   | USC Bassam       | 19   | 20 | 4  | 7  | 9  | 19 | 27 | −8   |                          |
| 15   | CO Korhogo       | 18   | 20 | 4  | 6  | 10 | 16 | 30 | −14  | Segunda División         |
| 16   | ASI Abengourou   | 18   | 20 | 4  | 6  | 10 | 14 | 28 | −14  | Segunda División         |

Actualizado a los partidos jugados el 7 de marzo de 2023.
 Fuente: Soccerway

### Resultados
| Local \ Visitante | DJE | DEN | MIM | ABE | BOU | KOR | BAF | PED | LYS | RCA | ADJ | GAG | ARM | SOL | STA | BAS |
| ----------------- | --- | --- | --- | --- | --- | --- | --- | --- | --- | --- | --- | --- | --- | --- | --- | --- |
| Djékanou          | —   | 1–0 |     |     | 1–0 |     |     | 2–0 | 2–0 | 2–0 | 1–1 |     | 1–1 | 2–0 |     | 1–1 |
| Denguelé          |     | —   |     | 3–0 | 1–0 | 3–2 | 3–2 |     | 1–1 | 0–1 | 1–1 |     |     | 1–1 | 0–1 | 1–1 |
| Mimosas           | 0–0 | 2–0 | —   |     | 1–1 |     | 0–0 | 0–0 | 1–1 | 2–1 | 1–0 |     | 2–1 |     |     | 4–2 |
| Abengourou        | 1–1 | 0–2 | 0–2 | —   | 2–3 |     |     | 1–0 |     |     | 1–1 | 1–2 | 2–2 | 1–0 | 0–1 |     |
| Bouaké            |     | 1–2 |     | 1–0 | —   | 1–0 | 2–1 |     | 1–1 | 2–1 | 0–4 | 0–1 |     | 1–0 | 0–0 | 0–1 |
| Korhogo           | 0–1 | 1–0 | 1–1 | 0–1 |     | —   |     | 1–0 | 2–4 |     | 2–0 | 0–0 | 0–3 | 1–1 | 1–4 |     |
| Bafing            | 0–0 |     | 1–3 | 2–0 |     | 1–2 | —   |     | 0–0 | 1–2 | 1–3 | 2–1 | 1–2 | 0–1 | 3–2 |     |
| San Pédro         |     | 0–1 |     |     | 3–0 |     | 4–0 | —   | 0–0 | 2–0 | 1–1 | 1–1 |     | 0–1 | 0–2 | 2–0 |
| Lys Sassandra     |     |     |     | 0–0 |     | 1–1 | 1–0 | 0–2 | —   | 1–1 |     | 3–1 | 0–4 |     | 2–0 | 1–1 |
| Abidjan           | 1–1 |     |     | 0–2 |     | 1–1 | 0–1 |     |     | —   |     | 4–2 | 2–2 | 3–1 | 2–0 | 1–1 |
| Adjamé            |     |     |     | 2–0 | 1–1 | 0–0 | 0–1 | 0–7 | 1–2 | 1–2 | —   |     |     |     | 2–1 | 1–0 |
| Gagnoa            | 1–1 | 2–1 | 0–1 |     | 2–2 | 2–1 | 1–2 | 1–0 |     |     | 2–0 | —   | 0–0 |     |     |     |
| Armée             | 2–0 | 2–1 | 0–1 |     | 3–1 |     |     | 3–2 |     | 1–1 | 1–0 | 0–2 | —   |     |     | 1–1 |
| SOL               | 0–0 | 1–2 | 1–1 | 4–0 |     |     |     |     | 1–2 | 1–0 | 0–0 | 0–1 | 1–0 | —   |     | 3–0 |
| Stade d'Abidjan   | 0–0 | 1–0 | 0–2 | 2–2 | 0–0 | 3–0 |     | 1–2 |     |     |     | 0–0 | 1–3 | 1–1 | —   |     |
| Bassam            | 1–0 |     | 0–0 | 1–1 |     | 3–0 | 3–1 |     | 0–1 | 2–3 |     | 0–1 |     | 0–3 | 1–2 | —   |